# Neumünster
Neumünster és una ciutat d'Alemanya situada al centre de Slesvig-Holstein. Té uns 77.000 habitants i és el quart municipi més poblat de Schleswig-Holstein, per darrere de Kiel, Lübeck i Flensburg.
La primera menció escrita és del seu poble antecedent anomenat «Wippendorp» (any 1127). Neumünster es troba a la vora del riu Schwale i a un 65 km al nord d'Hamburg. El Parc Natural Aukrug és prop de la ciutat.

## Ciutats agermanades
- Parchim, Alemanya
- Gravesend, Regne Unit
- Koszalin, Polònia
- Giżycko, Polònia
- İlkadım, Samsun, Turquia (2006)

## Residents notables
- Mona Barthel (1990), tennista
- Walter Bartram (1893–1971), polític
- Detlev Blanke (1941), esperantista
- Karl Brommann
- Panik, banda Nu-Metal
- Carles Puigdemont (1962), presoner polític[1]
- Stefan Schnoor (1971), futbolista
- Wilf Smith futbolista
- Gerhard Wessel (1913–2002), President del Bundesnachrichtendienst (1968–78)